# Habitatge al carrer Cort Reial, 21 (Girona)
L'Habitatge al carrer Cort Reial, 21 és una casa de Girona que forma part de l'Inventari del Patrimoni Arquitectònic de Catalunya.

## Descripció
Edifici construït a la segona meitat del segle xix, que presenta un vestíbul d'accés a l'escala amb interessant peces ceràmiques de caràcter modernista que formen uns arraconadors laterals. Les parets d'aquell àmbit imiten carreus i són rematades amb arquets neogòtics a la unió amb el sostre. Actualment es troba deteriorat. La façana principal presenta balcons correguts a les dues primeres plantes i balcons partits individuals a la resta. L'edifici és format per baixos i quatre plantes pis. La façana és arrebossada. Guarda interès la porta principal de fusta, que és original.